# Mitriostigma
Mitriostigma é um género botânico pertencente à família Rubiaceae.